# Uinta-formatie

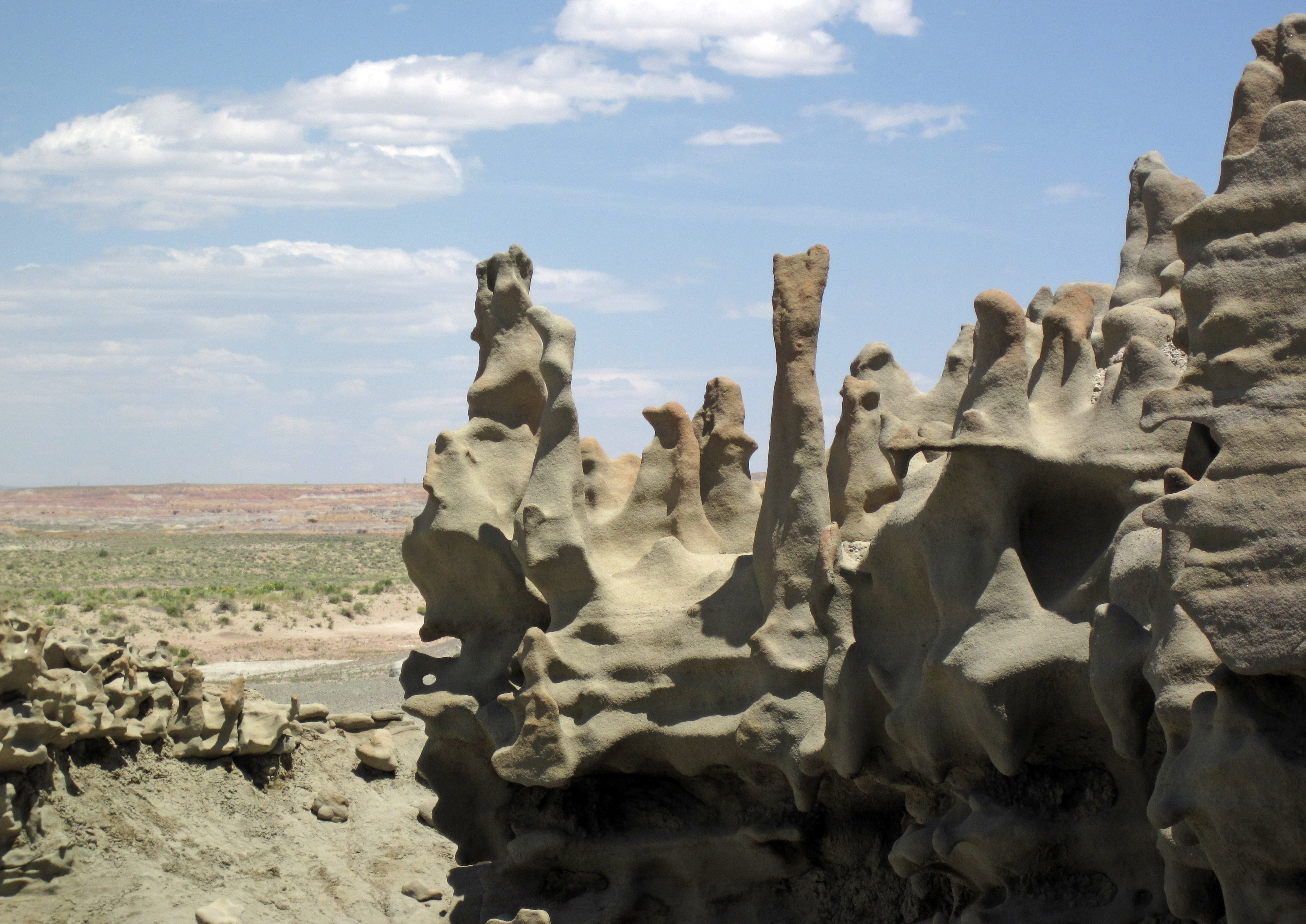
Member C van de Uinta-formatie

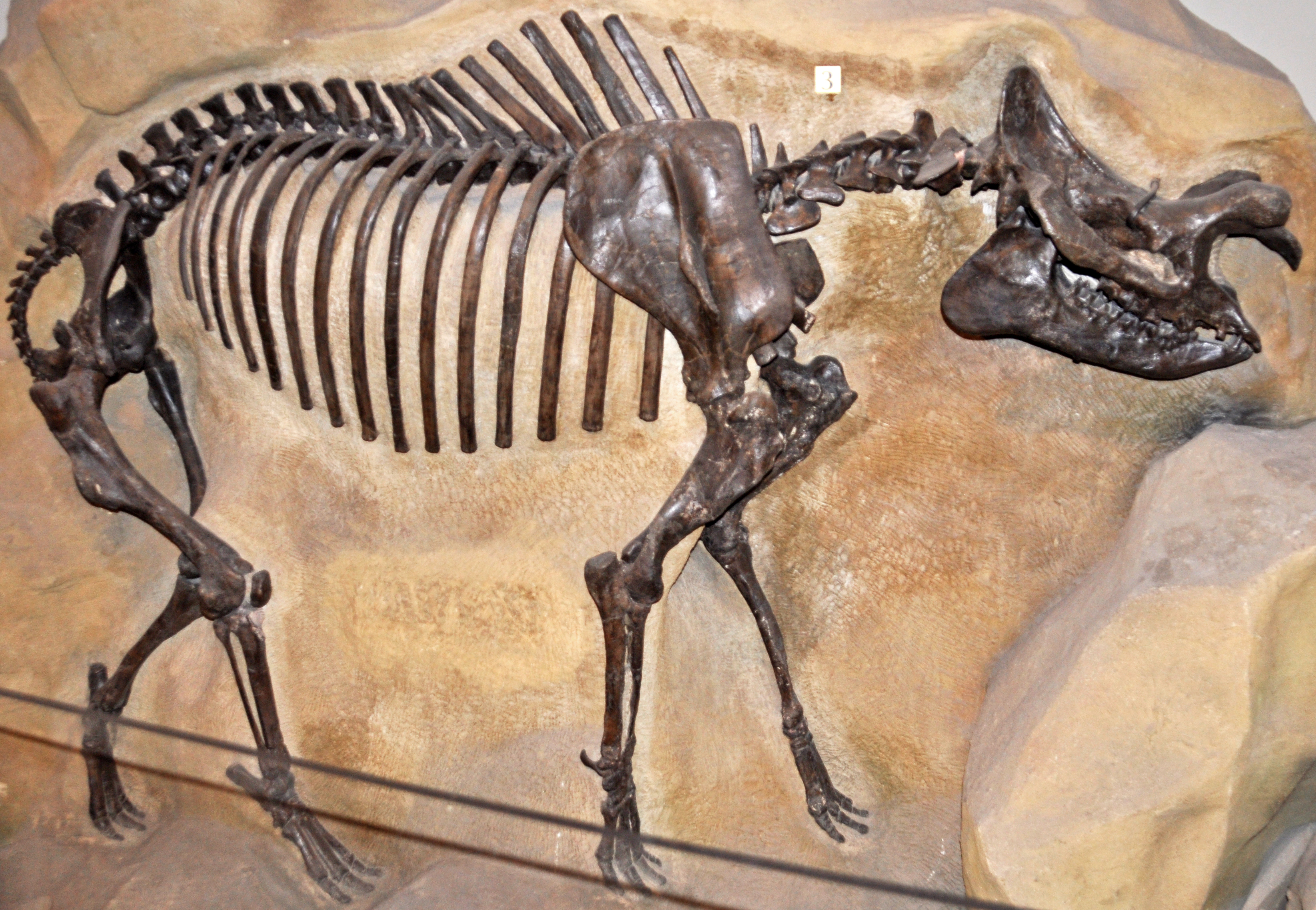
Fossiel van Pseudodiplacodon behorend tot de Brontotheriidae uit de Uinta-formatie

De Uinta-formatie is een geologische formatie in de Amerikaanse staat Utah die afzettingen uit het Midden-Eoceen omvat. Het is de naamgevende locatie van het Uintan, een van de North American land mammal ages.

## Fauna
In het Midden-Eoceen, rond 43 miljoen jaar geleden, traden wereldwijd grote klimaatsveranderingen op, onder meer door het uiteendrijven van de noordelijke continenten. Het mondiale klimaat werd droger en koeler en er ontstonden seizoenen. Op de noordelijke continenten leidde dit er toe dat de uitgestrekte regenwouden plaatsmaakten voor gematigde open bossen en droge vlaktes. Niet alleen op het klimaat had de veranderde positie van de continenten invloed, maar ook op de fauna. Het fossielenbestand van de Uinta-formatie laat deze veranderingen goed zien. Er is een lage diversiteit binnen de groepen die de eerste fase van het Paleogeen domineerden met slechts enkele geslachten behorend tot Hyaenodontidae, Oxyaenidae en Mesonychia. De echte carnivoren daarentegen waren diverser. De eerste echte tapirs zoals Heteraletes en neushoorns zoals Uintaceras verschenen, evenals de eerste chalicotherioiden zoals Eomoropus met het formaat van een schaap. Andere onevenhoevigen waren amfibische en rennende neushoornachtigen behorend tot de Amynodontidae en Hyracodontidae, paarden en grote brontotheriërs. Er was een toename in diversiteit aan families van evenhoevigen, waaronder de eerste varkensachtigen, kamelen zoals Poebrodon en herkauwers. De spookdierachtigen uit de Omomyidae waren de enige overlevende Noord-Amerikaanse primaten. De eerste haasachtigen verschenen in Noord-Amerika. Andere zoogdieren die bekend zijn van fossiele vondsten uit de Uinta-formatie zijn knaagdieren, egels, Dinocerata, Tillodontia en Apatotheria.